# 1116
Évszázadok: 11. század – 12. század – 13. század
Évtizedek: 1060-as évek – 1070-es évek – 1080-as évek – 1090-es évek – 1100-as évek – 1110-es évek – 1120-as évek – 1130-as évek – 1140-es évek – 1150-es évek – 1160-as évek
Évek: 1111 – 1112 – 1113 – 1114 –  1115 – 1116 – 1117 – 1118 – 1119 – 1120 – 1121

## Események

### Határozott dátumú események
- február 3. – Könyves Kálmán halála,[1] akit tizenöt esztendős fia, II. István néven követ a magyar trónon.[2] (Kálmánt Fehérvárott helyezik nyugalomra, a Szűz Mária-prépostság templomában.)[3]
- május 13. – II. István magyar király serege súlyos vereséget szenved I. Ulászló cseh fejedelemtől az Olšava pataknál.[2]

### Határozatlan dátumú események
- I. Balduin jeruzsálemi király megtámadja Egyiptomot.
- Tenochtitlán azték főváros, a mai Mexikóváros elődjének alapítása.

## Halálozások
- február 3. – Könyves Kálmán magyar király (* 1074 körül)
- Robert d’Arbrissel, vándorprédikátor (* 1045)